# 杨紫
楊紫（英語：Andy Yang, 1992年11月6日—），中國大陸女演員，以情景喜劇《家有兒女》的童星形象為觀眾熟知， 憑年代劇《戰長沙》轉型， 後出演《歡樂頌》、《香蜜沉沉燼如霜》、《親愛的，熱愛的》、《余生，請多指教》、《沉香如屑》、《长相思》、《承欢记》、《国色芳华》等劇。

## 早年经历
杨紫出生于北京市房山区的一个普通家庭。2010年，楊紫考入北京電影學院，成為2010級表演系學生。

## 演藝經歷

### 1999年至2013年：出道初期
1999年，楊紫參演個人首部影視作品《如此出山》，正式進入演藝圈。
2002年，在古裝歷史情感劇《孝莊秘史》中飾演小宛如。
2004年，主演青春校園喜劇片《女生日記》，這是其首部電影作品，她還憑藉該片提名第12屆中國電影童牛獎優秀兒童演員獎；隨後，與宋丹丹、高亞麟、張一山等聯袂主演情景喜劇《家有兒女》，在劇中飾演夏雪。
2005年，參演古裝歷史劇《少年康熙》，在劇中飾演小冰月。
2006年，主演情景喜劇《家有兒女2》。
2008年6月29日，發行首張個人國語專輯《家有小雪》；同年，與馬可、林好領銜主演電視劇《男生日記》，飾演冉東陽。
2009年，為親子動畫電影《淘氣包馬小跳》中的馬小跳配音。
2009年7月15日，主演的青春勵志喜劇《女孩沖沖衝》首播，在劇中飾演活潑開朗、正直善良又有點駑鈍和迷迷糊糊的大學生孫權；同年，主演電影《男生女生》，飾演冉東陽。
2010年，楊紫考入北京電影學院，成為2010級表演系學生；同年，與馬可、林好等主演電影《三班五班》，飾演冉東陽。
2011年2月20日，與蔣雯麗、孫淳、曹翠芬等共同主演的家庭劇《幸福來敲門》播出，在劇中飾演叛逆少女宋徵。
2012年5月3日，參演的醫療劇《心術》於多個電視台聯合播出，在劇中飾演護士張曉蕾。
2012年8月23日，與駱達華合作主演的驚悚懸疑電影《守株人》上映，楊紫在片中飾演守株人佳佳，並為該片配唱主題曲《寂靜的瓦礫》，她還憑藉該片獲得第14屆中國電影表演藝術學會金鳳凰獎新人獎。
2013年2月23日，領銜主演的近代傳奇輕喜劇《胭脂霸王》播出，在劇中飾演鏢師雷兒，並為該劇配唱主題曲《胭脂花開》。
2013年3月22日，與劉威、吳冕、張一山共同出演的家庭情感劇《老爸回家》首播，在劇中飾演極具個性的文藝青年林然然。
2013年8月6日，參演的瓊瑤劇《花非花霧非霧》在湖南衛視播出，在劇中飾演快樂單純的女孩白夢華（煙花)。

### 2014年至2019年：走红
2014年3月8日，與霍建華合作主演的近代革命戰爭劇《戰長沙》登陸央視，在劇中飾演戰地醫院護士胡湘湘，以不同的氣質演繹從少女時代的明麗活潑到為人妻為人母之後的端莊大氣，而該劇播出後成為豆瓣電影年度榜單評分最高的大陸電視劇；同年，楊紫從北京電影學院畢業。
2015年1月11日，與朱亞文、李佳航、萬茜聯袂主演的現代軍旅劇《天生要完美》在CCTV8播出，在劇中飾演性格直爽且熱情大方的軍校學員安小惠。
2015年4月19日，參加的東方衛視明星旅行真人秀《花樣姐姐第一季》播出。
2015年8月7日，主演的青春愛情電影《時間都去哪了》上映，在片中飾演鋼琴家林雨桐。
2015年10月14日，領銜主演的紅色年代傳奇劇《大秧歌》首播，在劇中飾演深明大義的的吳家大小姐吳若云。
2015年10月30日，參演的懸疑驚悚網劇《靈魂擺渡2》開播，在劇中出演《紅月》《鬼妻》單元。
2016年3月18日，參演的喜劇冒險片《洛杉磯搗蛋計劃》上映，在片中飾演失踪藝人王妮娜。
2016年4月18日，與劉濤、蔣欣、王子文等聯袂主演的都市職場女性劇《歡樂頌》播出，在劇中飾演單純熱心又有些迷糊的職場新人邱瑩瑩，並為該劇配唱主題曲《總有幸福在等你》及插曲《開得比花香》，她還憑藉該劇提名第23屆上海電視節白玉蘭獎最佳女配角獎和第29屆中國電視金鷹獎觀眾喜愛的女演員獎。
2016年6月29日，領銜主演的都市情感劇《大嫁風尚》首播，在劇中飾演性格真誠又浪漫非凡的金牌婚禮策劃師夏燃。
2016年7月31日，主演的古裝仙俠劇《誅仙•青雲誌》播出，在劇中飾演冷傲癡情的陸雪琪，並為該劇配唱插曲《若只如初見》，她還憑藉該劇提名第22屆華鼎獎中國古裝題材電視劇最佳女演員獎。
2016年8月26日，主演的青春愛情電影《在世界中心呼喚愛》登陸中國院線，在片中飾演成績優異的三好學生夏葉。
2016年9月，被南都娛樂周刊評為“90後四小花旦”之一。
2016年12月8日，主演的古裝玄幻劇《誅仙•青雲誌2》登陸騰訊視頻。
2017年1月27日，楊紫登上央視春晚的舞台，與眾多藝人共同演唱開場歌曲《美麗中國年》。
2017年5月8日，主演的傳奇清裝劇《龍珠傳奇》播出，飾演俏皮可愛的前朝公主李易歡；同年，主演都市女性勵志劇《歡樂頌2》，並為該劇配唱主題曲《我們》及人物主題曲《蚯蚓》。
2018年2月15日，楊紫再次登上央視春晚的舞台，與林永健、李明啟、戴春榮等共同表演小品《為您服務》。
2018年4月10日，客串的都市女性鏡像劇《北京女子圖鑑》在優酷獨播，在劇中飾演了護士苗苗。
2018年4月28日，作為固定嘉賓加盟偶像對抗挑戰真人秀《高能少年團第二季》。
2018年7月9日，主演的古裝神話劇《天乩之白蛇傳說》上線，在劇中飾演懵懂呆萌的白夭夭。
2018年8月2日，主演的古裝神話劇《香蜜沉沉燼如霜》上星播出，在劇中飾演的是花神之女錦覓，該劇以CSM52城平均收視率1.3%的成績取得了全國同時段電視劇收視冠軍，豆瓣7.7的評分刷新了近幾年來古裝神話劇的記錄，楊紫個人也因此得到更多觀眾的認可，並連續成為了各熱搜指數的話題人物，她還憑藉該劇提名第24屆華鼎獎中國古裝題材電視劇最佳女演員獎。
2018年11月26日，加盟新浪娛樂年終特別企劃短片《最美表演》。
2018年12月31日，參加湖南衛視跨年演唱會，演唱歌曲《不染》同年，楊紫獲評2018福布斯中國UNDER30娛樂行業精英代表。
2019年2月4日，楊紫三登央視春晚的舞台，與眾多藝人共同表演小品《站台》。
2019年2月5日，參加北京電視台春節聯歡晚會，演唱歌曲《兒時》。
2019年5月28日，入駐北京杜莎夫人蠟像館。
2019年7月9日，主演的青春勵志言情劇《親愛的，熱愛的》播出，在劇中飾演活潑軟萌的學霸蘿莉、擅長編程的天才少女佟年。並為該劇配唱片尾曲《牛奶麵包》，她還憑藉該劇獲得第26屆華鼎獎中國當代題材電視劇最佳女演員獎。
2019年7月16日，作為固定嘉賓加盟餐廳經營類真人秀《中餐廳第三季》。
2019年8月1日，參演的消防題材電影《烈火英雄》在全國上映，在片中飾演外表堅強、內心柔軟的防火監督員王璐，該片最終取得16.79億人民幣的票房成績，楊紫憑藉該片獲得第16屆廣州大學生電影展最受大學生歡迎女配角獎，提名第35屆大眾電影百花獎最佳女配角獎、第11屆澳門國際電影節最佳女配角獎；
2019年8月16日，與張家輝合作主演的犯罪動作電影《沉默的證人》上映，在片中飾演實習法醫喬琳，並為該片演唱主題曲《打破沉默》；隨後，領銜主演的都市情感劇《餘生，請多指教》開機拍攝，在劇中飾演睿智善良、充滿藝術氣息的S大音樂系大三學生林之校。
2019年8月29日，都市愛情劇《我的莫格利男孩》在愛奇藝播出，在劇中飾演獨立創業女性凌熙，並為該劇演唱片尾曲《有風的夜晚》。
2019年11月14日，確認主演由IP小說《簪中錄》改編的電視劇《青簪行》，在劇中飾演女神探黃梓瑕。
2019年12月18日，獲得第8屆中國大學生電視節最受大學生矚目女演員獎。
2019年12月31日，參加湖南衛視跨年演唱會，演唱歌曲《有可能的夜晚》；楊紫在2019富比士中國名人榜上位列第24名。

### 2020年至今：稳定发展
2020年1月24日，楊紫四登央視春晚的舞台，與眾多藝人共同表演歌舞《再次相約二十年》。
2020年1月25日，擔任北京電視台春節聯歡晚會代言人，並為晚會演唱歌曲《北京我的愛》。
2020年8月，客串都市勵志劇《我的時代，你的時代》。隨後，在2020年富比士中國名人榜榜單上位列第13名。
2020年9月10日，確認主演改編自畢淑敏同名小說的電視劇《女心理師》，在劇中飾演女心理師賀頓。
2020年9月30日，參加2020央視國慶晚會《“中國夢·祖國頌”——2020國慶特別節目》，與朱一龍合唱歌曲《向上的光》。
2020年10月1日，參演的電影《我和我的家鄉》上映，在徐崢執導的《最後一課》單元中飾演新鄉女性姜紫丫。
2020年10月20日，獲得第7屆中國電視好演員優秀演員。
2020年11月10日，參演由趙薇發起的國內首部女性獨白劇《聽見她說》。
2020年12月4日，出演的奇幻電影《赤狐書生》在全國上映，在片中飾演被擄走做軍師的“妖界第一鏡”。
2020年12月20日，以“國寶守護人”身份參加中央廣播電視總台大型文博探索節目《國家寶藏第三季》錄製。
2020年12月31日，參加東方衛視跨年盛典，演唱歌曲《不染》《一個人喜歡一個人》《牛奶麵包》《我們》。
2021年2月28日，楊紫獲得2020微博之夜“微博Queen”榮譽。
2021年3月5日，獲得2021電視劇品質盛典“全能品質劇星”和“品質閃耀劇星”榮譽。
2021年7月1日，楊紫參加《偉大征程》慶祝中國共產黨成立100周年大型情景史詩文藝演出，表演戲劇與舞蹈《破曉》；同年在2021富比士中國名人榜上位列第8名。 2021年與成毅聯袂主演小說改編古裝仙俠劇《沉香如屑》，並於同年7月30日在橫店舉行開機儀式及發佈劇集預告片花。
2021年11月17日，官宣出演電影《獵毒》，飾演緝毒警駱佳。
2023年11月11日， 官宣與李現二搭主演電視劇《國色芳華》。
2024年7月8日，領銜主演的古裝劇《長相思》第二季在騰訊視頻全網獨播。
2024年9月25日，官宣與韓東君主演電視劇《家業》。
2024年11月11日，凭借作品《承欢记》获2024年中美电视节“年度优秀青年演员”奖。

## 感情生活
2017年2月16日，楊紫在微博承認與秦俊傑的戀情。2018年8月12日，宣佈兩人已经分手。

## 影視作品

### 電視劇
| 上映年份 | 剧名                   | 角色             | 备注             |
| 2001年   | 《大宅門》             | 小蘋果           |                  |
| 2002年   | 《勇敢面對》           | 鈴子             |                  |
| 2002年   | 《黨員馬大姐》         | 薔薔             |                  |
| 2002年   | 《如此出山》           | 周瓊             |                  |
| 2002年   | 《孝莊秘史》           | 宛如（少年）     |                  |
| 2003年   | 《大宅門（第二部）》   | 賣蘋果的小姑娘   | 客串（第31集）   |
| 2004年   | 《案發現場》           | 孫紅悅（悅兒）   | 客串（第26集）   |
| 2004年   | 《家庭檔案》           | 蕎蕎             |                  |
| 2005年   | 《女生日記》           | 冉冬陽           |                  |
| 2005年   | 《家有兒女（第一部）》 | 夏雪             |                  |
| 2005年   | 《少年康熙》           | 冰月（少年）     |                  |
| 2005年   | 《緣分》               | 魏司晨           |                  |
| 2006年   | 《無限生機》           | 明娜             |                  |
| 2006年   | 《家有兒女（第二部）》 | 夏雪             |                  |
| 2006年   | 《長大不容易》         | 舒欣             |                  |
| 2007年   | 《溫暖》               | 趙宣             |                  |
| 2008年   | 《活著，真好》         | 陳寰             |                  |
| 2008年   | 《珍寶》               | 貝拉             |                  |
| 2009年   | 《不想長大》           | 靜老師           |                  |
| 2009年   | 《青春舞台》           | 劉秘書           | 客串（第2集）    |
| 2009年   | 《回家》               | 周游游           |                  |
| 2009年   | 《女孩沖沖衝》         | 孫權             |                  |
| 2009年   | 《純真歲月》           | 麥思丹（少年）   |                  |
| 2010年   | 《男生日記》           | 冉冬陽           |                  |
| 2010年   | 《吳承恩與西遊記》     | 葉芸（少年）     |                  |
| 2011年   | 《幸福來敲門》         | 宋徵             |                  |
| 2012年   | 《心術》               | 張曉蕾           |                  |
| 2013年   | 《胭脂霸王》           | 雷兒             |                  |
| 2013年   | 《老爸回家》           | 林然然           |                  |
| 2013年   | 《花非花霧非霧》       | 白夢華（煙花）   |                  |
| 2014年   | 《戰長沙》             | 胡湘湘           |                  |
| 2015年   | 《天生要完美》         | 安小惠           |                  |
| 2015年   | 《大秧歌》             | 吳若雲           |                  |
| 2015年   | 《靈魂擺渡2》          | 文秀             | 網路劇，單元主演 |
| 2016年   | 《歡樂頌 (第一季)》    | 邱瑩瑩           |                  |
| 2016年   | 《大嫁風尚》           | 夏燃             | [ 29 ]           |
| 2016年   | 《青雲志》             | 陸雪琪           | [ 30 ]           |
| 2016年   | 《青雲志II》           | 陸雪琪           | [ 34 ]           |
| 2017年   | 《龍珠傳奇》           | 李易歡           |                  |
| 2017年   | 《歡樂頌 (第二季)》    | 邱瑩瑩           |                  |
| 2018年   | 《北京女子圖鑑》       | 苗苗             | 網路劇，客串     |
| 2018年   | 《天乩之白蛇傳說》     | 白夭夭           | 網路劇           |
| 2018年   | 《香蜜沉沉燼如霜》     | 錦覓             |                  |
| 2019年   | 《親愛的，熱愛的》     | 佟年             | [ 49 ]           |
| 2019年   | 《我的莫格利男孩》     | 凌熙             | 網路劇           |
| 2021年   | 《我的時代，你的時代》 | 佟年             | 特邀演出         |
| 2021年   | 《女心理師》           | 賀頓             |                  |
| 2022年   | 《余生，请多指教》     | 林之校           |                  |
| 2022年   | 《沉香如屑》           | 颜淡             |                  |
| 2022年   | 《沉香重華》           | 颜淡             | 網路劇           |
| 2022年   | 《賀頓的小可樂》       | 賀頓             | 網路劇           |
| 2023年   | 《長相思 第一季》      | 小夭/玟小六      | 網路劇           |
| 2024年   | 《要久久爱》           | 黄瀛子           |                  |
| 2024年   | 《承欢记》             | 麦承欢           |                  |
| 2024年   | 《長相思 第二季》      | 小夭/玟小六      | 網路劇           |
| 2025年   | 《國色芳華》           | 何惟芳（牡丹）   |                  |
| 2025年   | 《錦繡芳華》           | 何惟芳（牡丹）   |                  |
| 待播     | 《青簪行》             | 黃梓瑕（楊崇古） |                  |
| 待播     | 《家業》               | 李禎             |                  |
| 待播     | 《生命树》             |                  |                  |

### 電影
| 上映年份 | 片名                 | 角色         | 备注           |
| 2003年   | 《警察有約》         | 五順（童年） |                |
| 2004年   | 《女生日記》         | 冉冬陽       |                |
| 2004年   | 《少女穆然》         | 賀蘭         |                |
| 2005年   | 《媽媽的呼喚》       | 韓巧妮       |                |
| 2007年   | 《最後的芬芳》       | 多倫         |                |
| 2008年   | 《我是粉絲》         | 喬小橋       |                |
| 2009年   | 《男生女生》         | 冉冬陽       |                |
| 2010年   | 《小題大作》         | 石小桃       |                |
| 2010年   | 《三班五班》         | 冉冬陽       |                |
| 2010年   | 《喋血孤城》         | 桃兒         |                |
| 2012年   | 《守株人》           | 佳佳         |                |
| 2014年   | 《鬥茶》             | 謝小香       |                |
| 2015年   | 《時間都去哪了》     | 林雨桐       |                |
| 2016年   | 《洛杉磯搗蛋計劃》   | 王妮娜       |                |
| 2016年   | 《在世界中心呼喚愛》 | 夏葉         |                |
| 2018年   | 《一紙婚約》         | 琳琳         |                |
| 2019年   | 《烈火英雄》         | 王璐         | [ 52 ]         |
| 2019年   | 《沉默的證人》       | 喬琳         | [ 56 ]         |
| 2020年   | 《我和我的家鄉》     | 姜紫ㄚ       | 單元：最後一課 |
| 2020年   | 《赤狐書生》         | 映無邪       | 聲演           |
| 2024年   | 《热辣滚烫》         | 豆豆         | 客串           |
| 待上映   | 《猎毒》             | 骆佳         |                |
| 待上映   | 《转念花开》         |              | 客串           |

### 微電影
| 上映年份 | 片名                     | 角色   | 备注                                  |
| 2016年   | 《17把樂帶回家》         | 楊紫   | 百事可樂推廣                          |
| 2017年   | 《這一天，她是有期待的》 | 邱瑩瑩 | 王品牛排代言，“歡樂頌 (第二季)”番外篇 |
| 2018年   | 《前夕》                 | 小劉   | 2018年新浪娛樂年終特別策劃“最美表演”  |
| 2020年   | 《听见她说》             | 小雨   | [ 68 ]                                |

### 配音作品
| 首播時間 | 片名             | 配音角色 | 備註     |
| 2008年   | 《淘氣包馬小跳》 | 馬小跳   | 動畫電影 |
| 2009年   | 《尋找狗托邦》   | 南茜     | 動畫電影 |

### MV
| 年份   | 日期     | 歌曲名稱     | 演唱歌手                 | 備註                   |
| 2016年 | 1月4日   | 《你還好嗎》 | TimeZ                    | 出演MV女主             |
| 2018年 | 2月11日  | 《中國》     | 楊紫以及百位歌手         | 獻禮中國改革開放40週年 |
| 2018年 | 11月16日 | 《未來已來》 | 楊紫以及其他青年歌手演員 | 「放飛夢想未來已來」   |
| 2020年 | 11月2日  | 《自帶清風》 | 楊紫以及馬賽克樂隊       | 清風                   |

## 綜藝節目

### 固定綜藝節目
| 日期                          | 節目名稱              | 備註                             |
| 2014年5月17日- 2014年8月2日   | 《花樣年華2》         | 固定成員                         |
| 2015年3月15日- 2015年4月26日  | 《花樣姐姐 (中國版)》 | 花樣姐姐，從第六期空降加入花姐團 |
| 2018年4月28日- 2018年7月14日  | 《高能少年團第二季》  | 固定成員                         |
| 2019年7月19日- 2019年10月18日 | 《中餐廳第三季》      | 固定成員                         |
| 2021年5月28日- 2021年8月13日  | 《萌探探探案》        | 固定成員                         |
| 2022年7月23日- 2022年7月30日  | 《你好，星期六》      | 2期嘉賓(紫定好玩官)              |

## 音樂作品

### 專輯
| 專輯 | 專輯資料                                            | 曲目                                                                           |
| 1st  | 《家有小雪》 - 發行日期：2008年6月29日 - 語言：國語 | 曲目 1. 加油，小乖 2. 陽光男孩陽光女孩 3. 娃娃臉 4. 小雪 5. 快樂無極限 6. 留夏 |

### 單曲
| 發行年份 | 日期     | 歌曲                 | 備註                                                                      |
| 2008年   | 7月      | 《牽手五環》         | 為2008年北京奧運會創作                                                    |
| 2009年   | 1月      | 《每天長大一點點》   | 兒童魔幻劇《不想長大》主題曲                                              |
| 2010年   | 1月      | 《樂活一下》         | 情景喜劇《樂活家庭》主題曲                                                |
| 2013年   | 1月17日  | 《寂靜的瓦礫》       | 電影《守株人》主題曲                                                      |
| 2013年   | 2月      | 《胭脂花開》         | 電視劇《胭脂霸王》片尾曲                                                  |
| 2014年   | 7月      | 《我會記得你》       | 電視劇《戰長沙》片尾曲（與霍建華合唱）                                    |
| 2016年   | 4月      | 《開的比花香》       | 電視劇《歡樂頌 (第一季)》插曲，邱瑩瑩的人物主題曲                         |
| 2016年   | 4月18日  | 《總有幸福在等你》   | 電視劇《歡樂頌 (第一季)》片尾曲（與劉濤、蔣欣、王子文、喬欣合唱）         |
| 2016年   | 7月4日   | 《早，加油》         | 一早傳唱星鼓勵肯德基早餐歌                                                |
| 2016年   | 12月21日 | 《若只如初見》       | 電視劇《誅仙．青雲志》插曲                                                |
| 2017年   | 1月18日  | 《功夫瑜伽》         | 電影《功夫瑜伽》主題曲（與成龍、張一山合唱）                              |
| 2017年   | 5月8日   | 《我們》             | 電視劇《歡樂頌 (第二季)》主題曲、片尾曲（與劉濤、蔣欣、王子文、喬欣合唱） |
| 2017年   | 5月24日  | 《蚯蚓》             | 電視劇《歡樂頌 (第二季)》插曲，邱瑩瑩的人物主題曲                         |
| 2018年   | 2月12日  | 《讚讚新時代》       | 2018年央視春晚合唱曲                                                      |
| 2018年   | 7月9日   | 《幾生歡》           | 電視劇《天乩之白蛇傳說》插曲                                              |
| 2018年   | 7月26日  | 《天地無霜》         | 電視劇《香蜜沉沉燼如霜》主題曲，對唱版（與鄧倫合唱）                      |
| 2018年   | 7月26日  | 《情霜》             | 電視劇《香蜜沉沉燼如霜》插曲，《天地無霜》獨唱版                          |
| 2018年   | 11月16日 | 《未來已來》         | 由中國青年報社中國青年報、團北委青年說共同出品「放飛夢想未來已來」        |
| 2019年   | 7月4日   | 《牛奶麵包》         | 電視劇《親愛的，熱愛的》片尾曲                                            |
| 2019年   | 7月22日  | 《打破沉默》         | 電影《沉默的證人》主題曲                                                  |
| 2019年   | 8月30日  | 《有風的夜晚》       | 電視劇《我的莫格利男孩》片尾曲                                            |
| 2020年   | 11月2日  | 《自帶清風》         | 代言《清風》主題曲（與馬賽克樂隊合唱）                                    |
| 2021年   | 8月14日  | 《餘生，請多指教》   | 電視劇《餘生，請多指教》主題曲（與肖戰合唱）                              |
| 2021年   | 11月18日 | 《花房咖啡廳》       | 電視劇《女心理師》片尾曲（鋼琴：吳牧野）                                  |
| 2021年   | 11月29日 | 《心理大師》         | 電視劇《女心理師》主題曲（與王嘉、菅紉姿合唱）                            |
| 2022年   | 3月16日  | 《一個人喜歡一個人》 | 電視劇《餘生，請多指教》片尾曲                                            |
| 2022年   | 7月22日  | 《望辰》             | 電視劇《沉香如屑》颜淡人物主題曲                                          |
| 2023年   | 7月22日  | 《相见相思》         | 《长相思》相思曲                                                          |
| 2023年   | 7月22日  | 《偏爱人间烟火》     | 《长相思》推广曲（与檀健次合唱）                                          |
| 2023年   | 8月12日  | 《高高山上一根藤》   | 《長相思》童謠                                                            |
| 2023年   | 11月30日 | 《飛到小時候》       | 《要久久愛》插曲                                                          |
| 2024年   | 1月29日  | 《样子》             | 《要久久爱》片尾曲（与孙燕姿合唱）                                        |
| 2024年   | 4月6日   | 《是妈妈是女儿》     | 《承欢记》片尾曲（与何赛飞合唱）                                          |
| 2025年   | 1月5日   | 《不逢不若》         | 《国色芳华》风雨亦歌曲                                                    |

## 獎項與榮譽

### 大型頒獎典禮獎項
| 年份   | 日期     | 頒獎典禮                                         | 獎項                                  | 作品               | 結果 |
| 2004年 | 6月1日   | 第12屆 中國電影童牛獎                            | 優秀兒童演員獎                        | 《女生日記》       | 提名 |
| 2012年 | 1月11日  | 2011 第1屆 搜狐視頻電視劇盛典                    | 最佳女配角                            | 《幸福來敲門》     | 提名 |
| 2012年 | 8月15日  | 2012 第2屆 搜狐視頻電視劇盛典                    | 最佳女配角                            | 《心術》           | 提名 |
| 2013年 | 9月1日   | 第14屆 中國電影表演藝術學會金鳳凰獎              | 新人獎                                | 《守株人》         | 獲獎 |
| 2016年 | 12月8日  | 2016 百度明星感恩季                              | 百度娛樂年度人物                      |                    | 獲獎 |
| 2016年 | 12月2日  | 2016 國劇盛典                                    | 年度飛躍女演員 （最具青春號召力演員） |                    | 獲獎 |
| 2017年 | 1月16日  | 2016 微博之夜                                    | 年度人氣藝人                          |                    | 獲獎 |
| 2017年 | 2月26日  | 2017 中國電視劇品質盛典                          | 年度品質組合（歡樂頌五美）            | 《歡樂頌》         | 獲獎 |
| 2017年 | 5月18日  | 第22屆 華鼎獎                                    | 中國古裝題材電視劇最佳女演員獎        | 《誅仙‧青雲志》    | 提名 |
| 2017年 | 5月24日  | 第23屆 上海電視節白玉蘭獎                        | 最佳女配角獎                          | 《歡樂頌》         | 提名 |
| 2017年 | 9月26日  | 2017 微博電視影響力盛典                          | 年度突破藝人                          |                    | 獲獎 |
| 2018年 | 1月18日  | 2017 微博之夜之夜                                | 年度人氣藝人                          |                    | 獲獎 |
| 2018年 | 10月12日 | 第12屆 中國金鷹電視藝術節                        | 最具人氣女演員獎                      | 《歡樂頌》         | 提名 |
| 2018年 | 10月14日 | 第29屆 中國電視金鷹獎                            | 觀眾喜愛的女演員獎                    | 《歡樂頌》         | 提名 |
| 2018年 | 11月9日  | 第24屆 華鼎獎                                    | 中國古代題材電視劇最佳女演員獎        | 《香蜜沉沉燼如霜》 | 提名 |
| 2018年 | 12月2日  | 2018 搜狐時尚盛典                                | 年度國劇女明星                        |                    | 提名 |
| 2018年 | 12月2日  | 2018 搜狐時尚盛典                                | 年度人氣女明星                        |                    | 獲獎 |
| 2018年 | 12月18日 | 2018 騰訊視頻星光盛典                            | 年度人氣電視劇女演員                  | 《香蜜沉沉燼如霜》 | 獲獎 |
| 2018年 | 12月23日 | 2018 今日頭條年度盛典                            | 年度最受關注明星                      |                    | 獲獎 |
| 2018年 | 12月28日 | 2018 百度百科                                    | 年度螢幕藝人                          |                    | 獲獎 |
| 2019年 | 1月11日  | 網易新聞                                         | 年度人氣明星                          |                    | 獲獎 |
| 2019年 | 1月11日  | 網易新聞                                         | 年度女演員                            |                    | 獲獎 |
| 2019年 | 1月11日  | 2018 微博之夜                                    | 微博年度女神                          |                    | 獲獎 |
| 2019年 | 1月17日  | 2018 騰訊娛樂白皮書                              | 電視劇年度之星                        | 《香蜜沉沉燼如霜》 | 獲獎 |
| 2019年 | 1月26日  | 影視榜樣·2018年度總評榜                          | 年度人氣女主角                        | 《香蜜沉沉燼如霜》 | 獲獎 |
| 2019年 | 11月1日  | 2019 網易娛樂盛典                                | 年度最佳女演員                        |                    | 獲獎 |
| 2019年 | 11月6日  | 2019 秋季沙發電影節                              | 最受家庭喜愛女演員                    |                    | 獲獎 |
| 2019年 | 11月7日  | 2019 金塔獎                                      | 大學生喜愛的電視劇女演員TOP2          |                    | 獲獎 |
| 2019年 | 12月1日  | 2019 百度沸點明星榜                              | 年度沸點明星                          |                    | 獲獎 |
| 2019年 | 12月1日  | 第26屆 華鼎獎                                    | 中國當代題材電視劇最佳女演員獎        | 《親愛的，熱愛的》 | 獲獎 |
| 2019年 | 12月2日  | 第11屆 澳門國際電影節                            | 最佳女配角獎                          | 《烈火英雄》       | 提名 |
| 2019年 | 12月6日  | 2020 愛奇藝尖叫之夜                              | 尖叫女神                              | 《親愛的，熱愛的》 | 獲獎 |
| 2019年 | 12月11日 | 第16屆 廣州大學生電影展                          | 最受大學生歡迎女配角獎                | 《烈火英雄》       | 獲獎 |
| 2019年 | 12月17日 | 第8屆 中國大學生電視節                           | 最受大學生矚目女演員獎                | 《親愛的，熱愛的》 | 獲獎 |
| 2019年 | 12月18日 | 2019 搜狐時尚盛典                                | 年度人氣女明星                        |                    | 提名 |
| 2019年 | 12月20日 | 2019 新浪影視綜盛典                              | 新浪年度最具人氣女演員獎              |                    | 獲獎 |
| 2019年 | 12月22日 | 第6屆 中國電視好演員年度盛典                     | 優秀演員獎                            |                    | 獲獎 |
| 2020年 | 1月2日   | 2019 南都娛樂                                    | 年度十大人物之一                      |                    | 獲獎 |
| 2020年 | 1月3日   | 2019 電視劇大賞                                  | 最具人氣女演員                        |                    | 獲獎 |
| 2020年 | 1月3日   | 新京報                                           | 2019 娛樂年度人物                     |                    | 獲獎 |
| 2020年 | 1月7日   | 影視榜樣·2019年度總評榜                          | 年度人氣女主角                        | 《親愛的，熱愛的》 | 獲獎 |
| 2020年 | 1月7日   | 2019 騰訊娛樂白皮書                              | 騰訊新聞星推榜年度電視劇女演員        |                    | 獲獎 |
| 2020年 | 1月8日   | 2019 今日頭條年度盛典                            | 年度全能明星                          |                    | 獲獎 |
| 2020年 | 1月11日  | 2019 新浪微博之夜                                | 微博年度人氣藝人                      |                    | 獲獎 |
| 2020年 | 1月11日  | 2019 新浪微博之夜                                | 微博之夜QUEEN                         |                    | 獲獎 |
| 2020年 | 1月14日  | 影視口碑榜·2019金碑獎                            | 年度口碑演員TOP1                      |                    | 獲獎 |
| 2020年 | 1月14日  | 2019 雲+獎                                       | 年度人氣演員                          |                    | 獲獎 |
| 2020年 | 1月14日  | 2019 雲+獎                                       | 年度霸屏女演員                        |                    | 獲獎 |
| 2020年 | 5月7日   | 2019 明星權力榜                                  | 年度最具影響力女演員                  |                    | 獲獎 |
| 2020年 | 9月26日  | 第35屆大眾電影百花獎（第29屆中國金雞百花電影節） | 最佳女配角                            | 《烈火英雄》       | 提名 |
| 2020年 | 11月26日 | 2020 金河豚獎                                    | 年度最具商業價值明星藝人              |                    | 獲獎 |
| 2020年 | 12月20日 | 2020 騰訊星光大賞                                | 騰訊VIP之星                           |                    | 獲獎 |
| 2021年 | 2月28日  | 2020 微博之夜                                    | 微博之夜QUEEN                         |                    | 獲獎 |
| 2021年 | 3月5日   | 劇耀東方·2021電視劇品質盛典                      | 全能品質劇星                          |                    | 獲獎 |
| 2021年 | 3月5日   | 劇耀東方·2021電視劇品質盛典                      | 品質閃耀劇星                          |                    | 獲獎 |
| 2021年 | 3月31日  | 2020時尚芭莎年度派對                             | 年度人氣ICON                          |                    | 獲獎 |
| 2022年 | 12月30日 | 第35屆華語百強電視劇華鼎獎                       | 華語古裝題材電視劇最佳女演員          |                    | 提名 |
| 2022年 | 7月25日  | 2022微博視界大會                                 | 微光榮耀影視人物                      | 《長相思》         | 提名 |
| 2023年 | 3月25日  | 2022微博之夜                                     | 微博年度熱度人物                      |                    | 獲獎 |
| 2023年 | 3月25日  | 2022微博之夜                                     | 年度表現力演員                        |                    | 獲獎 |
| 2024年 | 1月13日  | 2023微博之夜                                     | 微博之夜QUEEN                         |                    | 獲獎 |
| 2024年 | 1月13日  | 2023微博之夜                                     | 微博年度號召力演員                    |                    | 獲獎 |
| 2024年 | 6月28日  | 第29屆上海電視節白玉蘭獎                         | 最佳女主角                            | 《長相思》         | 提名 |

### 榮譽
| 年度   | 頒獎項目 |
| 2016年 | - 南都娛樂週刊「90後四小花旦」（其中之一） |
| 2017年 | - 福布斯中國名人榜（第73名） - 第一財經週刊「2017中國最具商業價值明星排行榜TOP100」（第30名） - 中國90後10大影響力人物（第4名）                                                            |
| 2018年 | - 富比士中國30位30歲以下精英榜 （其中之一） |
| 2019年 | - 價值中國·2018 ZAKER影響力指數—魅力文娛榜 年度價值藝人 - 福布斯中國名人榜（第24名） |
| 2020年 | - 新浪文娛風雲盛典「最受歡迎陸劇演員」TOP 10 (第二名) - VLinkage 陸劇演員網路勢力榜TOP 10陸劇演員新媒體指數榜 (第六名) - 福布斯中國名人榜（第13名） - 亞洲社交媒體具有影響力明星（第99名） |
| 2021年 | - 福布斯中國名人榜（第8名） |

## 外部連結
- 杨紫的新浪微博（简体中文）
- 杨紫的新浪博客（简体中文）
- 杨紫的Instagram帳戶
- 杨紫的抖音账号
- 楊紫工作室的新浪微博（简体中文）
- 杨紫在互联网电影资料库（IMDb）上的資料（英文）
- 杨紫在香港影庫上的簡介
- 杨紫在豆瓣上的资料（简体中文）